# Hormigas en la boca
Hormigas en la boca es una película de 2005 dirigida por Mariano Barroso y protagonizada por Jorge Perugorría, Ariadna Gil, Eduard Fernández y José Luis Gómez, entre otros.

## Sinopsis
Tras ser sorprendido por la policía en pleno asalto a un banco, Martín es condenado a pasar diez años en una cárcel española. Nada más salir de prisión decide ir a Cuba en busca de Julia, su pareja que le traicionó y que logró escapar de la policía llevándose el botín del atraco. Sin embargo, en 1958 La Habana es una ciudad de lo más complicada que se encuentra en plena convulsión política; un lugar que vive un momento de esperanza y contradicción llena de vividores y cazarrecompensas que se den cita en busca de su pedazo de tarta. La corrupción campa a sus anchas por las calles, y Martín se va a dar cuenta de que encontrar a su antigua compañera y recuperar el dinero va a ser más complicado de lo que parecía.

## Comentarios
Como ya hicieran en El embrujo de Shanghai, Eduard Fernández (Los lobos de Washington) y Ariadna Gil (Soldados de Salamina) interpretan a la pareja protagonista de este largometraje, acompañados en esta ocasión por Jorge Perugorría (Cosas que dejé en La Habana). Una producción de época, con fondo y forma de serie negra, dirigida por Mariano Barroso (Éxtasis, Kasbah), quien hace una adaptación libre de la novela Amanecer con hormigas en la boca, de su hermano Miguel. Un repaso a la historia reciente de Cuba, rodada en La Habana y centrada en la confusión previa a la revolución acaudillada por Fidel Castro.

## Reparto
| Intérprete         | Personaje |
| ------------------ | --------- |
| Eduard Fernández   | Martín    |
| Ariadna Gil        | Julia     |
| Jorge Perugorría   | Freddy    |
| José Luis Gómez    | Dalmau    |
| Samuel Claxton     | Despanier |
| Isabel Santos      | Laura     |
| Manuel Porto       | Tiburón   |
| José Pedro Carrión | Medina    |
| Néstor Jiménez     | El chino  |
| Chani Martín       | Comisario |